# AHV Swift
AHV Swift is een Nederlandse voormalige handbalvereniging uit Arnhem. De vereniging fuseerde op 1 juni 2017 met AAC 1899 tot DFS Arnhem.

## Geschiedenis
Het eerste herenteam van AHV Swift promoveerde in 1984 naar het hoogste niveau handbal in Nederland. In het seizoen 1986/1987 wist AHV Swift de gedeelde tweede plek te bemachtigen in de eredivisie en werd AHV Swift-speler Henk Groener in het betreffende seizoen topscorer van de eredivisie. De seizoenen hierna zakte AHV Swift in de rangschikking en degradeerde in 1990 naar de eerste divisie.
Na twee seizoenen in de eerste divisie weet AHV Swift weer te promoveren naar de eredivisie. Vanaf 1993 werkten AHV Swift en AAC 1899 samen in de Algemene Handbal Federatie Arnhem (AHF Arnhem). Het eerste herenteam van AHV Swift dat speelde in de eredivisie werd vervangen door dit combinatieteam. In 1996 werd deze samenwerking stopgezet. Het eerste team van AHV Swift nam hierdoor weer de plek van AHF Arnhem in de eredivisie in. Tot en met 2000 zal AHV Swift nog in de eredivisie uitkomen, want in 2000 degradeerde het AHV Swift omdat het de laatste plaats op de rangschikking belandt.
Het eerste herenteam kwam tussen 2000 en 2007 in de eerste divisie uit, in 2007 weet AHV Swift weer te promoveren naar de eredivisie. Echter degradeert het team weer naar één seizoen terug naar de eerste divisie. Desondanks weet AHV Swift na twee seizoenen weer op het hoogste niveau te komen.
In seizoen 2016/17 sloegen AHV Swift, ESCA en AAC 1899 de handen in een en werd de eerste stap gezet naar een fusie van een jaar. Het samenwerkingsverband kreeg de naam EAS Arnhem, dat verwees naar de teamnamen van de clubs. Op 27 januari gingen AAC 1899 en AHV Swift samen werken met de jeugd en seniorenteams van beide teams om divisie behoud in Arnhem te houden in de toekomst. Op 1 juni 2017 werd het samenwerkingsverdrag ondertekend door AAC 1899 en AHV Swift en fuseerde de clubs tot DFS Arnhem.
AHV Swift speelde in haar laatste seizoen in de eredivisie bij de heren. De fusieclub DFS Arnhem had de eredivisieplaats overgenomen.

## Resultaten
Heren (1977 - 2017)
- 1977 4e
Hoofdklasse
- 1978 7e
Eredivisie
- 1979 5e
Eredivisie
- 1980 9e
Eredivisie
- 1981 3e
Eerste divisie B
- 1982 3e
Eerste divisie B
- 1983 2e
Eerste divisie B
- 1984 1e
Eerste divisie B
- 1985 8e
Eredivisie
- 1986 4e
Eredivisie
- 1987 3e
Eredivisie
- 1988 5e
Eredivisie
- 1989 9e
Eredivisie
- 1990 11e
Eredivisie
- 1991 6e
Eerste divisie A
- 1992 1e
Eerste divisie A
- 1993 9e
Eredivisie
- 1994
- 1995 10e
Tweede divisie B
- 1996 6e
Derde divisie C
- 1997 6e
Eredivisie
- 1998 8e
Eredivisie
- 1999 8e
Eredivisie
- 2000 10e
Eredivisie
- 2001 4e
Eerste divisie A
- 2002 3e
Eerste divisie A
- 2003 8e
Eerste divisie
- 2004 8e
Eerste divisie
- 2005 11e
Eerste divisie
- 2006 3e
Eerste divisie
- 2007 1e
Eerste divisie
- 2008 12e
Eredivisie
- 2009 3e
Eerste divisie
- 2010 1e
Eerste divisie
- 2011 8e
Eredivisie
- 2012 9e
Eredivisie
- 2013 8e
Eredivisie
- 2014 9e
Eredivisie
- 2015 10e
Eredivisie
- 2016 9e
Eredivisie
- 2017 7e
Eredivisie

- Eredivisie
- Eerste divisie
- Tweede divisie
- Hoofdklasse

## Erelijst

### Heren
| Nationaal               |    |                                    |
| Eerste divisie          | 4x | 1983/84, 1991/92, 2006/07, 2009/10 |
| Landskampioenschap veld | 3x | 1971, 1972, 1973                   |

### Dames
| Nationaal    |    |         |
| Bekerwinnaar | 1x | 1984/85 |

DFS Arnhem · ESCA · UDI 1896
Voormalige: AAC 1899 · AHF Arnhem · Arnhemia · Athomic · AHV Swift